# Рокетс Редглэр
Рокетс Редглэр (англ. Rockets Redglare, 8 мая 1949 — 28 мая 2001) — псевдоним (взят из словосочетания в тексте гимна США) американского актёра и стэнд-ап комика по имени Майкл Морра (англ. Michael Morra), под которым он получил известность. Рокетс сыграл более чем в 30 фильмах и к концу жизни стал в Нью-Йорке своеобразной альтернативной знаменитостью.

## Биография
Майкл родился в Нью-Йорке у 15-летней наркоманки Агнес (англ. Agnes Tarulli Morra). Он стал наркозависимым ещё в утробе матери и после появления на свет нуждался в лечении метадоном. Отец и дядя Морры были преступниками, связанными с мафией, причём первый вскоре после рождения сына был депортирован в родную Италию. Новый сожитель Агнес избивал и мать Майкла (что привело к её смерти) и его самого.
В 1970—1974 годах Майкл лечился от наркотической зависимости в реабилитационном центре и затем работал в нём же. В конце 1970-х он начал проводить время в East Village, где он увлёкся панк- и порносценами в кино. Работал вышибалой в баре и администратором группы The Hassles (вместе с молодым Билли Джоэлом), а также телохранителем и поставщиком наркотиков для панк-рок басиста Сида Вишеса и художника Жан-Мишеля Баския. По имеющимся свидетельствам, именно он принёс сорок капсул гидроморфона в номер отеля Челси, который снимали Сид Вишес и его девушка Нэнси Спанджен в ту роковую ночь, когда Нэнси была убита. В своей книге Pretty Vacant: A History of Punk, Фил Строггман (Phil Strongman) утверждал, что именно Рокетс убил Нэнси.
Первое стэнд-ап шоу Морры, с которым он выступал в таких барах и клубах Нью-Йорка, как Pyramid и Club 57 называлось Taxi Cabaret. Также с 1985 года он стал сниматься в кино, можно отметить фильмы The Way It Is (Euridice on the Avenues) и «Более странно, чем в раю». В 1980-е и 1990-е годы Рокетс много снимался в кино- и телефильмах, хотя некоторые режиссёры отказывались иметь с ним дело, опасаясь влияния наркозависимости актёра на его работу в кадре.

### Смерть
Майкл умер в 2001 от отказа внутренних органов на фоне хронического цирроза и гепатита C, на развитие которых повлияли его многочисленные зависимости. Сам Морра утверждал, что все свои увлечения доводил до предела, имея в виду героин, кокаин и алкоголь.

## Память
В 2003 году Луис Фернандес де ла Регера выпустил посвященный Морре документальный фильм Rockets Redglare!
После смерти Морры авторы некрологов попытались обобщить его яркую и необычную жизнь. Так, Chicago Reader назвала его «навязчивым хастлером, страдавшим ожирением и однажды решившим заменить пиво на наркотики», но также признала, что «он был талантливым рассказчиком», особенно в неформальной, расслабляющей обстановке. Газета из Сиэтла The Stranger посчитала Морру «альтернативной знаменитостью» Нью-Йорка.

## Фильмография
| Год  |     | Русское название           | Оригинальное название                         | Роль                             |
| ---- | --- | -------------------------- | --------------------------------------------- | -------------------------------- |
| 1984 | ф   | Более странно, чем в раю   | Stranger Than Paradise                        | игрок в покер                    |
| 1985 | ф   | Отчаянно ищу Сьюзен        | Desperately Seeking Susan                     | водитель такси                   |
| 1985 | ф   | После работы               | After Hours                                   | разозлённый участник беспорядков |
| 1985 | ф   | Путь, как он есть          | The Way It Is                                 | Рокетс                           |
| 1985 | кор | —                          | Where Evil Dwells                             | Рокетс                           |
| 1986 | ф   | Вне закона                 | Down by Law                                   | Гиг                              |
| 1986 | ф   | Точный удар                | Hotshot                                       | безымянная роль                  |
| 1987 | ф   | Её зовут Лиза              | Her Name Is Lisa                              | безымянная роль                  |
| 1987 | ф   | Спасение                   | Salvation!: Have You Said Your Prayers Today? | Олли                             |
| 1987 | кор | Полицейское государство    | Police State                                  | детектив                         |
| 1988 | ф   | Леденцовая гора            | Candy Mountain                                | водитель фургона                 |
| 1988 | ф   | Звёзды и полосы            | Stars and Bars                                | Питер Гинт                       |
| 1988 | ф   | Вымогательство             | Shakedown                                     | Айра                             |
| 1988 | ф   | Большой                    | Big                                           | клерк в мотеле                   |
| 1988 | ф   | Радиоболтовня              | Talk Radio                                    | киллер / реднек                  |
| 1989 | ф   | Война на крышах            | Rooftops                                      | Карлос                           |
| 1989 | ф   | Таинственный поезд         | Mystery Train                                 | продавец алкоголя                |
| 1989 | ф   | Плюшка                     | Cookie                                        | умник Кармина                    |
| 1989 | с   | Монстры                    | Monsters                                      | Свлабр                           |
| 1990 | ф   | Сильные духом              | In the Spirit                                 | бармен                           |
| 1990 | ф   | —                          | Force of Circumstance                         | Фактор                           |
| 1992 | ф   | В супе                     | In the Soup                                   | парень                           |
| 1993 | ф   | —                          | What About Me                                 | Фрэнк, владелец и насильник      |
| 1996 | ф   | Под сенью крон             | Trees Lounge                                  | Стэн                             |
| 1996 | ф   | Баския                     | Basquiat                                      | Рокетс                           |
| 1996 | с   | Полицейские под прикрытием | New York Undercover                           | толстый Роско                    |
| 1996 | тф  | —                          | Musical Shorts with Debi Mazar                | владелец клуба                   |
| 1997 | ф   | Бабье лето                 | Fall                                          | священник                        |
| 1997 | ф   | —                          | Dreamland                                     | безымянная роль                  |
| 1998 | ф   | Луис и Фрэнк               | Louis & Frank                                 | Ральф                            |
| 1999 | с   | Тюрьма Оз                  | Oz                                            | парикмахер                       |
| 1999 | ф   | —                          | A tekerölantos naplója                        | безымянная роль                  |
| 2000 | ф   | Зверофабрика               | Animal Factory                                | большой Рэнд                     |